# Тема (шахова композиція)
Те́ма в ша́ховій компози́ції — це ідея, виражена, наприклад, у вигляді сукупності стратегічних, тактичних моментів, чи своєрідності ходів фігур, або вираження полягає в прив'язці до певної послідовності полів шахівниці, чи пов'язування між собою ілюзорної гри, хибних ходів і рішення, або ілюзорної гри і рішення, тощо.

## Форми тем ортодоксального жанру
До ортодоксального жанру відносяться задачі на прямий мат у 2, 3, N ходів. Тем є велика кількість, де-які теми мають лише просту форму, а є теми, що мають майже усі форми, показані нижче.

### Проста форма
Ця форма є базовою, від неї походять наступні форми які розширюють вираження теми і тим самим збагачують зміст задачі на дану тему. Іноді буває, що тема має лише одну-єдину форму вираження.

### Циклічна форма
В циклічній формі вираження теми проходить, що найменше, в трьох варіантах.

### Подвоєна форма
В подвоєній формі проходить подвоєння вираження базової форми теми або іншої форми, чи поєднання двох форм теми. 

## Форми тем кооперативного жанру
Тут їх також багато, але в кооперативному жанрі є своя специфіка вираження тем і форми вираження дещо відрізняються від вираження в ортодоксальній композиції, хоча деякі назви форм обох жанрів збігаються. Часто форма теми має кілька способів вираження.

### Проста форма
Тема в простій формі, як правило, виражена в двох рішеннях чи близнюках, тобто у двох фазах. Як правило, це є базове формулювання шахової теми. Це зумовлено для кращого сприйняття іншими шаховими композиторами суті вираження теми. Від простої форми, як правило, походять інші форми вираження тем.

### Зворотна форма
Це є антипод простої форми. Деякі теми можуть мати і таку форму вираження, зокрема — Буковинська тема, Буковинсько-прикарпатська тема, Тема Залокоцького тощо. 

### Подвоєна форма
Ця форма теми може бути виражена двома способами.
Перший спосіб — це коли в задачі є дві пари рішень, і в кожній парі окремо виражена спільна тема. Наприклад, два рішення першої пари утворюють тему Зілахі, і два рішення другої пари теж утворюють тему Зілахі. Загалом в задачі є чотири фази, які об'єднані попарно і поєднані одною ідеєю. Коментар до такої задачі — «Тема виражена в дублі».
Другий спосіб — це коли в задачі є лише два рішення, але оскільки задача наприклад триходова, то перше вираження теми розглядається на перших ходах і матуючих, а друге вираження теми — пов'язане з другим ходом і матуючим. Коментар до такої задачі — «Подвоєння теми».

### Множинна форма
Для ще більшого розширення змісту задачі, можна тему виразити тричі. В такій задачі тема виражена, наприклад, у трьох парах рішень. Це може бути таскова форма вираження ідеї.  Така задача має велику цінність для шахової композиції і високо оцінюється на конкурсах. 
|   | a | b | c | d | e | f | g | h |   |
| 8 | e8 чорний ферзь · f8 чорний король · g8 чорна тура · f7 чорний кінь · c6 білий пішак · e6 чорний пішак · g6 чорний пішак · b5 чорний пішак · c5 білий кінь · e5 білий кінь · f5 чорний слон · b4 чорний кінь · d4 чорний пішак · e4 чорний пішак · f4 чорний пішак · g4 чорний пішак · h4 чорний слон · b3 чорна тура · h3 чорний пішак · e2 білий пішак · d1 білий король | e8 чорний ферзь · f8 чорний король · g8 чорна тура · f7 чорний кінь · c6 білий пішак · e6 чорний пішак · g6 чорний пішак · b5 чорний пішак · c5 білий кінь · e5 білий кінь · f5 чорний слон · b4 чорний кінь · d4 чорний пішак · e4 чорний пішак · f4 чорний пішак · g4 чорний пішак · h4 чорний слон · b3 чорна тура · h3 чорний пішак · e2 білий пішак · d1 білий король | e8 чорний ферзь · f8 чорний король · g8 чорна тура · f7 чорний кінь · c6 білий пішак · e6 чорний пішак · g6 чорний пішак · b5 чорний пішак · c5 білий кінь · e5 білий кінь · f5 чорний слон · b4 чорний кінь · d4 чорний пішак · e4 чорний пішак · f4 чорний пішак · g4 чорний пішак · h4 чорний слон · b3 чорна тура · h3 чорний пішак · e2 білий пішак · d1 білий король | e8 чорний ферзь · f8 чорний король · g8 чорна тура · f7 чорний кінь · c6 білий пішак · e6 чорний пішак · g6 чорний пішак · b5 чорний пішак · c5 білий кінь · e5 білий кінь · f5 чорний слон · b4 чорний кінь · d4 чорний пішак · e4 чорний пішак · f4 чорний пішак · g4 чорний пішак · h4 чорний слон · b3 чорна тура · h3 чорний пішак · e2 білий пішак · d1 білий король | e8 чорний ферзь · f8 чорний король · g8 чорна тура · f7 чорний кінь · c6 білий пішак · e6 чорний пішак · g6 чорний пішак · b5 чорний пішак · c5 білий кінь · e5 білий кінь · f5 чорний слон · b4 чорний кінь · d4 чорний пішак · e4 чорний пішак · f4 чорний пішак · g4 чорний пішак · h4 чорний слон · b3 чорна тура · h3 чорний пішак · e2 білий пішак · d1 білий король | e8 чорний ферзь · f8 чорний король · g8 чорна тура · f7 чорний кінь · c6 білий пішак · e6 чорний пішак · g6 чорний пішак · b5 чорний пішак · c5 білий кінь · e5 білий кінь · f5 чорний слон · b4 чорний кінь · d4 чорний пішак · e4 чорний пішак · f4 чорний пішак · g4 чорний пішак · h4 чорний слон · b3 чорна тура · h3 чорний пішак · e2 білий пішак · d1 білий король | e8 чорний ферзь · f8 чорний король · g8 чорна тура · f7 чорний кінь · c6 білий пішак · e6 чорний пішак · g6 чорний пішак · b5 чорний пішак · c5 білий кінь · e5 білий кінь · f5 чорний слон · b4 чорний кінь · d4 чорний пішак · e4 чорний пішак · f4 чорний пішак · g4 чорний пішак · h4 чорний слон · b3 чорна тура · h3 чорний пішак · e2 білий пішак · d1 білий король | e8 чорний ферзь · f8 чорний король · g8 чорна тура · f7 чорний кінь · c6 білий пішак · e6 чорний пішак · g6 чорний пішак · b5 чорний пішак · c5 білий кінь · e5 білий кінь · f5 чорний слон · b4 чорний кінь · d4 чорний пішак · e4 чорний пішак · f4 чорний пішак · g4 чорний пішак · h4 чорний слон · b3 чорна тура · h3 чорний пішак · e2 білий пішак · d1 білий король | 8 |
| 7 | e8 чорний ферзь · f8 чорний король · g8 чорна тура · f7 чорний кінь · c6 білий пішак · e6 чорний пішак · g6 чорний пішак · b5 чорний пішак · c5 білий кінь · e5 білий кінь · f5 чорний слон · b4 чорний кінь · d4 чорний пішак · e4 чорний пішак · f4 чорний пішак · g4 чорний пішак · h4 чорний слон · b3 чорна тура · h3 чорний пішак · e2 білий пішак · d1 білий король | e8 чорний ферзь · f8 чорний король · g8 чорна тура · f7 чорний кінь · c6 білий пішак · e6 чорний пішак · g6 чорний пішак · b5 чорний пішак · c5 білий кінь · e5 білий кінь · f5 чорний слон · b4 чорний кінь · d4 чорний пішак · e4 чорний пішак · f4 чорний пішак · g4 чорний пішак · h4 чорний слон · b3 чорна тура · h3 чорний пішак · e2 білий пішак · d1 білий король | e8 чорний ферзь · f8 чорний король · g8 чорна тура · f7 чорний кінь · c6 білий пішак · e6 чорний пішак · g6 чорний пішак · b5 чорний пішак · c5 білий кінь · e5 білий кінь · f5 чорний слон · b4 чорний кінь · d4 чорний пішак · e4 чорний пішак · f4 чорний пішак · g4 чорний пішак · h4 чорний слон · b3 чорна тура · h3 чорний пішак · e2 білий пішак · d1 білий король | e8 чорний ферзь · f8 чорний король · g8 чорна тура · f7 чорний кінь · c6 білий пішак · e6 чорний пішак · g6 чорний пішак · b5 чорний пішак · c5 білий кінь · e5 білий кінь · f5 чорний слон · b4 чорний кінь · d4 чорний пішак · e4 чорний пішак · f4 чорний пішак · g4 чорний пішак · h4 чорний слон · b3 чорна тура · h3 чорний пішак · e2 білий пішак · d1 білий король | e8 чорний ферзь · f8 чорний король · g8 чорна тура · f7 чорний кінь · c6 білий пішак · e6 чорний пішак · g6 чорний пішак · b5 чорний пішак · c5 білий кінь · e5 білий кінь · f5 чорний слон · b4 чорний кінь · d4 чорний пішак · e4 чорний пішак · f4 чорний пішак · g4 чорний пішак · h4 чорний слон · b3 чорна тура · h3 чорний пішак · e2 білий пішак · d1 білий король | e8 чорний ферзь · f8 чорний король · g8 чорна тура · f7 чорний кінь · c6 білий пішак · e6 чорний пішак · g6 чорний пішак · b5 чорний пішак · c5 білий кінь · e5 білий кінь · f5 чорний слон · b4 чорний кінь · d4 чорний пішак · e4 чорний пішак · f4 чорний пішак · g4 чорний пішак · h4 чорний слон · b3 чорна тура · h3 чорний пішак · e2 білий пішак · d1 білий король | e8 чорний ферзь · f8 чорний король · g8 чорна тура · f7 чорний кінь · c6 білий пішак · e6 чорний пішак · g6 чорний пішак · b5 чорний пішак · c5 білий кінь · e5 білий кінь · f5 чорний слон · b4 чорний кінь · d4 чорний пішак · e4 чорний пішак · f4 чорний пішак · g4 чорний пішак · h4 чорний слон · b3 чорна тура · h3 чорний пішак · e2 білий пішак · d1 білий король | e8 чорний ферзь · f8 чорний король · g8 чорна тура · f7 чорний кінь · c6 білий пішак · e6 чорний пішак · g6 чорний пішак · b5 чорний пішак · c5 білий кінь · e5 білий кінь · f5 чорний слон · b4 чорний кінь · d4 чорний пішак · e4 чорний пішак · f4 чорний пішак · g4 чорний пішак · h4 чорний слон · b3 чорна тура · h3 чорний пішак · e2 білий пішак · d1 білий король | 7 |
| 6 | e8 чорний ферзь · f8 чорний король · g8 чорна тура · f7 чорний кінь · c6 білий пішак · e6 чорний пішак · g6 чорний пішак · b5 чорний пішак · c5 білий кінь · e5 білий кінь · f5 чорний слон · b4 чорний кінь · d4 чорний пішак · e4 чорний пішак · f4 чорний пішак · g4 чорний пішак · h4 чорний слон · b3 чорна тура · h3 чорний пішак · e2 білий пішак · d1 білий король | e8 чорний ферзь · f8 чорний король · g8 чорна тура · f7 чорний кінь · c6 білий пішак · e6 чорний пішак · g6 чорний пішак · b5 чорний пішак · c5 білий кінь · e5 білий кінь · f5 чорний слон · b4 чорний кінь · d4 чорний пішак · e4 чорний пішак · f4 чорний пішак · g4 чорний пішак · h4 чорний слон · b3 чорна тура · h3 чорний пішак · e2 білий пішак · d1 білий король | e8 чорний ферзь · f8 чорний король · g8 чорна тура · f7 чорний кінь · c6 білий пішак · e6 чорний пішак · g6 чорний пішак · b5 чорний пішак · c5 білий кінь · e5 білий кінь · f5 чорний слон · b4 чорний кінь · d4 чорний пішак · e4 чорний пішак · f4 чорний пішак · g4 чорний пішак · h4 чорний слон · b3 чорна тура · h3 чорний пішак · e2 білий пішак · d1 білий король | e8 чорний ферзь · f8 чорний король · g8 чорна тура · f7 чорний кінь · c6 білий пішак · e6 чорний пішак · g6 чорний пішак · b5 чорний пішак · c5 білий кінь · e5 білий кінь · f5 чорний слон · b4 чорний кінь · d4 чорний пішак · e4 чорний пішак · f4 чорний пішак · g4 чорний пішак · h4 чорний слон · b3 чорна тура · h3 чорний пішак · e2 білий пішак · d1 білий король | e8 чорний ферзь · f8 чорний король · g8 чорна тура · f7 чорний кінь · c6 білий пішак · e6 чорний пішак · g6 чорний пішак · b5 чорний пішак · c5 білий кінь · e5 білий кінь · f5 чорний слон · b4 чорний кінь · d4 чорний пішак · e4 чорний пішак · f4 чорний пішак · g4 чорний пішак · h4 чорний слон · b3 чорна тура · h3 чорний пішак · e2 білий пішак · d1 білий король | e8 чорний ферзь · f8 чорний король · g8 чорна тура · f7 чорний кінь · c6 білий пішак · e6 чорний пішак · g6 чорний пішак · b5 чорний пішак · c5 білий кінь · e5 білий кінь · f5 чорний слон · b4 чорний кінь · d4 чорний пішак · e4 чорний пішак · f4 чорний пішак · g4 чорний пішак · h4 чорний слон · b3 чорна тура · h3 чорний пішак · e2 білий пішак · d1 білий король | e8 чорний ферзь · f8 чорний король · g8 чорна тура · f7 чорний кінь · c6 білий пішак · e6 чорний пішак · g6 чорний пішак · b5 чорний пішак · c5 білий кінь · e5 білий кінь · f5 чорний слон · b4 чорний кінь · d4 чорний пішак · e4 чорний пішак · f4 чорний пішак · g4 чорний пішак · h4 чорний слон · b3 чорна тура · h3 чорний пішак · e2 білий пішак · d1 білий король | e8 чорний ферзь · f8 чорний король · g8 чорна тура · f7 чорний кінь · c6 білий пішак · e6 чорний пішак · g6 чорний пішак · b5 чорний пішак · c5 білий кінь · e5 білий кінь · f5 чорний слон · b4 чорний кінь · d4 чорний пішак · e4 чорний пішак · f4 чорний пішак · g4 чорний пішак · h4 чорний слон · b3 чорна тура · h3 чорний пішак · e2 білий пішак · d1 білий король | 6 |
| 5 | e8 чорний ферзь · f8 чорний король · g8 чорна тура · f7 чорний кінь · c6 білий пішак · e6 чорний пішак · g6 чорний пішак · b5 чорний пішак · c5 білий кінь · e5 білий кінь · f5 чорний слон · b4 чорний кінь · d4 чорний пішак · e4 чорний пішак · f4 чорний пішак · g4 чорний пішак · h4 чорний слон · b3 чорна тура · h3 чорний пішак · e2 білий пішак · d1 білий король | e8 чорний ферзь · f8 чорний король · g8 чорна тура · f7 чорний кінь · c6 білий пішак · e6 чорний пішак · g6 чорний пішак · b5 чорний пішак · c5 білий кінь · e5 білий кінь · f5 чорний слон · b4 чорний кінь · d4 чорний пішак · e4 чорний пішак · f4 чорний пішак · g4 чорний пішак · h4 чорний слон · b3 чорна тура · h3 чорний пішак · e2 білий пішак · d1 білий король | e8 чорний ферзь · f8 чорний король · g8 чорна тура · f7 чорний кінь · c6 білий пішак · e6 чорний пішак · g6 чорний пішак · b5 чорний пішак · c5 білий кінь · e5 білий кінь · f5 чорний слон · b4 чорний кінь · d4 чорний пішак · e4 чорний пішак · f4 чорний пішак · g4 чорний пішак · h4 чорний слон · b3 чорна тура · h3 чорний пішак · e2 білий пішак · d1 білий король | e8 чорний ферзь · f8 чорний король · g8 чорна тура · f7 чорний кінь · c6 білий пішак · e6 чорний пішак · g6 чорний пішак · b5 чорний пішак · c5 білий кінь · e5 білий кінь · f5 чорний слон · b4 чорний кінь · d4 чорний пішак · e4 чорний пішак · f4 чорний пішак · g4 чорний пішак · h4 чорний слон · b3 чорна тура · h3 чорний пішак · e2 білий пішак · d1 білий король | e8 чорний ферзь · f8 чорний король · g8 чорна тура · f7 чорний кінь · c6 білий пішак · e6 чорний пішак · g6 чорний пішак · b5 чорний пішак · c5 білий кінь · e5 білий кінь · f5 чорний слон · b4 чорний кінь · d4 чорний пішак · e4 чорний пішак · f4 чорний пішак · g4 чорний пішак · h4 чорний слон · b3 чорна тура · h3 чорний пішак · e2 білий пішак · d1 білий король | e8 чорний ферзь · f8 чорний король · g8 чорна тура · f7 чорний кінь · c6 білий пішак · e6 чорний пішак · g6 чорний пішак · b5 чорний пішак · c5 білий кінь · e5 білий кінь · f5 чорний слон · b4 чорний кінь · d4 чорний пішак · e4 чорний пішак · f4 чорний пішак · g4 чорний пішак · h4 чорний слон · b3 чорна тура · h3 чорний пішак · e2 білий пішак · d1 білий король | e8 чорний ферзь · f8 чорний король · g8 чорна тура · f7 чорний кінь · c6 білий пішак · e6 чорний пішак · g6 чорний пішак · b5 чорний пішак · c5 білий кінь · e5 білий кінь · f5 чорний слон · b4 чорний кінь · d4 чорний пішак · e4 чорний пішак · f4 чорний пішак · g4 чорний пішак · h4 чорний слон · b3 чорна тура · h3 чорний пішак · e2 білий пішак · d1 білий король | e8 чорний ферзь · f8 чорний король · g8 чорна тура · f7 чорний кінь · c6 білий пішак · e6 чорний пішак · g6 чорний пішак · b5 чорний пішак · c5 білий кінь · e5 білий кінь · f5 чорний слон · b4 чорний кінь · d4 чорний пішак · e4 чорний пішак · f4 чорний пішак · g4 чорний пішак · h4 чорний слон · b3 чорна тура · h3 чорний пішак · e2 білий пішак · d1 білий король | 5 |
| 4 | e8 чорний ферзь · f8 чорний король · g8 чорна тура · f7 чорний кінь · c6 білий пішак · e6 чорний пішак · g6 чорний пішак · b5 чорний пішак · c5 білий кінь · e5 білий кінь · f5 чорний слон · b4 чорний кінь · d4 чорний пішак · e4 чорний пішак · f4 чорний пішак · g4 чорний пішак · h4 чорний слон · b3 чорна тура · h3 чорний пішак · e2 білий пішак · d1 білий король | e8 чорний ферзь · f8 чорний король · g8 чорна тура · f7 чорний кінь · c6 білий пішак · e6 чорний пішак · g6 чорний пішак · b5 чорний пішак · c5 білий кінь · e5 білий кінь · f5 чорний слон · b4 чорний кінь · d4 чорний пішак · e4 чорний пішак · f4 чорний пішак · g4 чорний пішак · h4 чорний слон · b3 чорна тура · h3 чорний пішак · e2 білий пішак · d1 білий король | e8 чорний ферзь · f8 чорний король · g8 чорна тура · f7 чорний кінь · c6 білий пішак · e6 чорний пішак · g6 чорний пішак · b5 чорний пішак · c5 білий кінь · e5 білий кінь · f5 чорний слон · b4 чорний кінь · d4 чорний пішак · e4 чорний пішак · f4 чорний пішак · g4 чорний пішак · h4 чорний слон · b3 чорна тура · h3 чорний пішак · e2 білий пішак · d1 білий король | e8 чорний ферзь · f8 чорний король · g8 чорна тура · f7 чорний кінь · c6 білий пішак · e6 чорний пішак · g6 чорний пішак · b5 чорний пішак · c5 білий кінь · e5 білий кінь · f5 чорний слон · b4 чорний кінь · d4 чорний пішак · e4 чорний пішак · f4 чорний пішак · g4 чорний пішак · h4 чорний слон · b3 чорна тура · h3 чорний пішак · e2 білий пішак · d1 білий король | e8 чорний ферзь · f8 чорний король · g8 чорна тура · f7 чорний кінь · c6 білий пішак · e6 чорний пішак · g6 чорний пішак · b5 чорний пішак · c5 білий кінь · e5 білий кінь · f5 чорний слон · b4 чорний кінь · d4 чорний пішак · e4 чорний пішак · f4 чорний пішак · g4 чорний пішак · h4 чорний слон · b3 чорна тура · h3 чорний пішак · e2 білий пішак · d1 білий король | e8 чорний ферзь · f8 чорний король · g8 чорна тура · f7 чорний кінь · c6 білий пішак · e6 чорний пішак · g6 чорний пішак · b5 чорний пішак · c5 білий кінь · e5 білий кінь · f5 чорний слон · b4 чорний кінь · d4 чорний пішак · e4 чорний пішак · f4 чорний пішак · g4 чорний пішак · h4 чорний слон · b3 чорна тура · h3 чорний пішак · e2 білий пішак · d1 білий король | e8 чорний ферзь · f8 чорний король · g8 чорна тура · f7 чорний кінь · c6 білий пішак · e6 чорний пішак · g6 чорний пішак · b5 чорний пішак · c5 білий кінь · e5 білий кінь · f5 чорний слон · b4 чорний кінь · d4 чорний пішак · e4 чорний пішак · f4 чорний пішак · g4 чорний пішак · h4 чорний слон · b3 чорна тура · h3 чорний пішак · e2 білий пішак · d1 білий король | e8 чорний ферзь · f8 чорний король · g8 чорна тура · f7 чорний кінь · c6 білий пішак · e6 чорний пішак · g6 чорний пішак · b5 чорний пішак · c5 білий кінь · e5 білий кінь · f5 чорний слон · b4 чорний кінь · d4 чорний пішак · e4 чорний пішак · f4 чорний пішак · g4 чорний пішак · h4 чорний слон · b3 чорна тура · h3 чорний пішак · e2 білий пішак · d1 білий король | 4 |
| 3 | e8 чорний ферзь · f8 чорний король · g8 чорна тура · f7 чорний кінь · c6 білий пішак · e6 чорний пішак · g6 чорний пішак · b5 чорний пішак · c5 білий кінь · e5 білий кінь · f5 чорний слон · b4 чорний кінь · d4 чорний пішак · e4 чорний пішак · f4 чорний пішак · g4 чорний пішак · h4 чорний слон · b3 чорна тура · h3 чорний пішак · e2 білий пішак · d1 білий король | e8 чорний ферзь · f8 чорний король · g8 чорна тура · f7 чорний кінь · c6 білий пішак · e6 чорний пішак · g6 чорний пішак · b5 чорний пішак · c5 білий кінь · e5 білий кінь · f5 чорний слон · b4 чорний кінь · d4 чорний пішак · e4 чорний пішак · f4 чорний пішак · g4 чорний пішак · h4 чорний слон · b3 чорна тура · h3 чорний пішак · e2 білий пішак · d1 білий король | e8 чорний ферзь · f8 чорний король · g8 чорна тура · f7 чорний кінь · c6 білий пішак · e6 чорний пішак · g6 чорний пішак · b5 чорний пішак · c5 білий кінь · e5 білий кінь · f5 чорний слон · b4 чорний кінь · d4 чорний пішак · e4 чорний пішак · f4 чорний пішак · g4 чорний пішак · h4 чорний слон · b3 чорна тура · h3 чорний пішак · e2 білий пішак · d1 білий король | e8 чорний ферзь · f8 чорний король · g8 чорна тура · f7 чорний кінь · c6 білий пішак · e6 чорний пішак · g6 чорний пішак · b5 чорний пішак · c5 білий кінь · e5 білий кінь · f5 чорний слон · b4 чорний кінь · d4 чорний пішак · e4 чорний пішак · f4 чорний пішак · g4 чорний пішак · h4 чорний слон · b3 чорна тура · h3 чорний пішак · e2 білий пішак · d1 білий король | e8 чорний ферзь · f8 чорний король · g8 чорна тура · f7 чорний кінь · c6 білий пішак · e6 чорний пішак · g6 чорний пішак · b5 чорний пішак · c5 білий кінь · e5 білий кінь · f5 чорний слон · b4 чорний кінь · d4 чорний пішак · e4 чорний пішак · f4 чорний пішак · g4 чорний пішак · h4 чорний слон · b3 чорна тура · h3 чорний пішак · e2 білий пішак · d1 білий король | e8 чорний ферзь · f8 чорний король · g8 чорна тура · f7 чорний кінь · c6 білий пішак · e6 чорний пішак · g6 чорний пішак · b5 чорний пішак · c5 білий кінь · e5 білий кінь · f5 чорний слон · b4 чорний кінь · d4 чорний пішак · e4 чорний пішак · f4 чорний пішак · g4 чорний пішак · h4 чорний слон · b3 чорна тура · h3 чорний пішак · e2 білий пішак · d1 білий король | e8 чорний ферзь · f8 чорний король · g8 чорна тура · f7 чорний кінь · c6 білий пішак · e6 чорний пішак · g6 чорний пішак · b5 чорний пішак · c5 білий кінь · e5 білий кінь · f5 чорний слон · b4 чорний кінь · d4 чорний пішак · e4 чорний пішак · f4 чорний пішак · g4 чорний пішак · h4 чорний слон · b3 чорна тура · h3 чорний пішак · e2 білий пішак · d1 білий король | e8 чорний ферзь · f8 чорний король · g8 чорна тура · f7 чорний кінь · c6 білий пішак · e6 чорний пішак · g6 чорний пішак · b5 чорний пішак · c5 білий кінь · e5 білий кінь · f5 чорний слон · b4 чорний кінь · d4 чорний пішак · e4 чорний пішак · f4 чорний пішак · g4 чорний пішак · h4 чорний слон · b3 чорна тура · h3 чорний пішак · e2 білий пішак · d1 білий король | 3 |
| 2 | e8 чорний ферзь · f8 чорний король · g8 чорна тура · f7 чорний кінь · c6 білий пішак · e6 чорний пішак · g6 чорний пішак · b5 чорний пішак · c5 білий кінь · e5 білий кінь · f5 чорний слон · b4 чорний кінь · d4 чорний пішак · e4 чорний пішак · f4 чорний пішак · g4 чорний пішак · h4 чорний слон · b3 чорна тура · h3 чорний пішак · e2 білий пішак · d1 білий король | e8 чорний ферзь · f8 чорний король · g8 чорна тура · f7 чорний кінь · c6 білий пішак · e6 чорний пішак · g6 чорний пішак · b5 чорний пішак · c5 білий кінь · e5 білий кінь · f5 чорний слон · b4 чорний кінь · d4 чорний пішак · e4 чорний пішак · f4 чорний пішак · g4 чорний пішак · h4 чорний слон · b3 чорна тура · h3 чорний пішак · e2 білий пішак · d1 білий король | e8 чорний ферзь · f8 чорний король · g8 чорна тура · f7 чорний кінь · c6 білий пішак · e6 чорний пішак · g6 чорний пішак · b5 чорний пішак · c5 білий кінь · e5 білий кінь · f5 чорний слон · b4 чорний кінь · d4 чорний пішак · e4 чорний пішак · f4 чорний пішак · g4 чорний пішак · h4 чорний слон · b3 чорна тура · h3 чорний пішак · e2 білий пішак · d1 білий король | e8 чорний ферзь · f8 чорний король · g8 чорна тура · f7 чорний кінь · c6 білий пішак · e6 чорний пішак · g6 чорний пішак · b5 чорний пішак · c5 білий кінь · e5 білий кінь · f5 чорний слон · b4 чорний кінь · d4 чорний пішак · e4 чорний пішак · f4 чорний пішак · g4 чорний пішак · h4 чорний слон · b3 чорна тура · h3 чорний пішак · e2 білий пішак · d1 білий король | e8 чорний ферзь · f8 чорний король · g8 чорна тура · f7 чорний кінь · c6 білий пішак · e6 чорний пішак · g6 чорний пішак · b5 чорний пішак · c5 білий кінь · e5 білий кінь · f5 чорний слон · b4 чорний кінь · d4 чорний пішак · e4 чорний пішак · f4 чорний пішак · g4 чорний пішак · h4 чорний слон · b3 чорна тура · h3 чорний пішак · e2 білий пішак · d1 білий король | e8 чорний ферзь · f8 чорний король · g8 чорна тура · f7 чорний кінь · c6 білий пішак · e6 чорний пішак · g6 чорний пішак · b5 чорний пішак · c5 білий кінь · e5 білий кінь · f5 чорний слон · b4 чорний кінь · d4 чорний пішак · e4 чорний пішак · f4 чорний пішак · g4 чорний пішак · h4 чорний слон · b3 чорна тура · h3 чорний пішак · e2 білий пішак · d1 білий король | e8 чорний ферзь · f8 чорний король · g8 чорна тура · f7 чорний кінь · c6 білий пішак · e6 чорний пішак · g6 чорний пішак · b5 чорний пішак · c5 білий кінь · e5 білий кінь · f5 чорний слон · b4 чорний кінь · d4 чорний пішак · e4 чорний пішак · f4 чорний пішак · g4 чорний пішак · h4 чорний слон · b3 чорна тура · h3 чорний пішак · e2 білий пішак · d1 білий король | e8 чорний ферзь · f8 чорний король · g8 чорна тура · f7 чорний кінь · c6 білий пішак · e6 чорний пішак · g6 чорний пішак · b5 чорний пішак · c5 білий кінь · e5 білий кінь · f5 чорний слон · b4 чорний кінь · d4 чорний пішак · e4 чорний пішак · f4 чорний пішак · g4 чорний пішак · h4 чорний слон · b3 чорна тура · h3 чорний пішак · e2 білий пішак · d1 білий король | 2 |
| 1 | e8 чорний ферзь · f8 чорний король · g8 чорна тура · f7 чорний кінь · c6 білий пішак · e6 чорний пішак · g6 чорний пішак · b5 чорний пішак · c5 білий кінь · e5 білий кінь · f5 чорний слон · b4 чорний кінь · d4 чорний пішак · e4 чорний пішак · f4 чорний пішак · g4 чорний пішак · h4 чорний слон · b3 чорна тура · h3 чорний пішак · e2 білий пішак · d1 білий король | e8 чорний ферзь · f8 чорний король · g8 чорна тура · f7 чорний кінь · c6 білий пішак · e6 чорний пішак · g6 чорний пішак · b5 чорний пішак · c5 білий кінь · e5 білий кінь · f5 чорний слон · b4 чорний кінь · d4 чорний пішак · e4 чорний пішак · f4 чорний пішак · g4 чорний пішак · h4 чорний слон · b3 чорна тура · h3 чорний пішак · e2 білий пішак · d1 білий король | e8 чорний ферзь · f8 чорний король · g8 чорна тура · f7 чорний кінь · c6 білий пішак · e6 чорний пішак · g6 чорний пішак · b5 чорний пішак · c5 білий кінь · e5 білий кінь · f5 чорний слон · b4 чорний кінь · d4 чорний пішак · e4 чорний пішак · f4 чорний пішак · g4 чорний пішак · h4 чорний слон · b3 чорна тура · h3 чорний пішак · e2 білий пішак · d1 білий король | e8 чорний ферзь · f8 чорний король · g8 чорна тура · f7 чорний кінь · c6 білий пішак · e6 чорний пішак · g6 чорний пішак · b5 чорний пішак · c5 білий кінь · e5 білий кінь · f5 чорний слон · b4 чорний кінь · d4 чорний пішак · e4 чорний пішак · f4 чорний пішак · g4 чорний пішак · h4 чорний слон · b3 чорна тура · h3 чорний пішак · e2 білий пішак · d1 білий король | e8 чорний ферзь · f8 чорний король · g8 чорна тура · f7 чорний кінь · c6 білий пішак · e6 чорний пішак · g6 чорний пішак · b5 чорний пішак · c5 білий кінь · e5 білий кінь · f5 чорний слон · b4 чорний кінь · d4 чорний пішак · e4 чорний пішак · f4 чорний пішак · g4 чорний пішак · h4 чорний слон · b3 чорна тура · h3 чорний пішак · e2 білий пішак · d1 білий король | e8 чорний ферзь · f8 чорний король · g8 чорна тура · f7 чорний кінь · c6 білий пішак · e6 чорний пішак · g6 чорний пішак · b5 чорний пішак · c5 білий кінь · e5 білий кінь · f5 чорний слон · b4 чорний кінь · d4 чорний пішак · e4 чорний пішак · f4 чорний пішак · g4 чорний пішак · h4 чорний слон · b3 чорна тура · h3 чорний пішак · e2 білий пішак · d1 білий король | e8 чорний ферзь · f8 чорний король · g8 чорна тура · f7 чорний кінь · c6 білий пішак · e6 чорний пішак · g6 чорний пішак · b5 чорний пішак · c5 білий кінь · e5 білий кінь · f5 чорний слон · b4 чорний кінь · d4 чорний пішак · e4 чорний пішак · f4 чорний пішак · g4 чорний пішак · h4 чорний слон · b3 чорна тура · h3 чорний пішак · e2 білий пішак · d1 білий король | e8 чорний ферзь · f8 чорний король · g8 чорна тура · f7 чорний кінь · c6 білий пішак · e6 чорний пішак · g6 чорний пішак · b5 чорний пішак · c5 білий кінь · e5 білий кінь · f5 чорний слон · b4 чорний кінь · d4 чорний пішак · e4 чорний пішак · f4 чорний пішак · g4 чорний пішак · h4 чорний слон · b3 чорна тура · h3 чорний пішак · e2 білий пішак · d1 білий король | 1 |
|   | a | b | c | d | e | f | g | h |   |

FEN: 4qkr1/5n2/2P1p1p1/1pN1Nb2/1n1ppppb/1r5p/4P3/3K4
b) h4 → h8,  c) f8 → f2,  d)=c) d1 → h1,  e) f8 → b2,  f)=e) e8 → a2, 

a) 1.Be7 Sxg6+ A 2.Bxg6 Sxe6# B (MM)
b) 1.Bg7 Sxe6+ B 2.Bxe6 Sxg6# A (MM)
     c) 1.Ke3 Sxe4 C 2.Bxe4 Sxg4# D (MM)
     d) 1.Kg3 Sxg4 D 2.Bxg4 Sxe4# C (MM)

e) 1.Kc3 Sc4 E 2.bxc4 Sa4# F (MM)
f) 1.Ka3 Sa4 F 2.bxa4 Sc4# E (MM)
В цій задачі вперше виражений синтез  — Тема Зілахі з чергуванням ходів білих фігур в  потроєній формі. Таск! Зірка чорного слона.

### Циклічна форма
Вираження теми в циклічній формі завжди ціниться вище ніж в простій. Тема повинна бути виражена, як мінімум, у трьох фазах, при цьому, повинна спостерігатись певна циклічність, наприклад: полів, ходів, функцій фігур, стратегічних моментів, тощо.
|   | a | b | c | d | e | f | g | h |   |
| 8 | f8 чорний слон · g8 чорна тура · e7 білий кінь · e6 чорний пішак · c5 білий кінь · d5 чорний пішак · g5 чорний король · h5 чорний пішак · c4 чорний ферзь · g4 білий слон · h4 чорна тура · h3 чорний пішак · b2 білий король | f8 чорний слон · g8 чорна тура · e7 білий кінь · e6 чорний пішак · c5 білий кінь · d5 чорний пішак · g5 чорний король · h5 чорний пішак · c4 чорний ферзь · g4 білий слон · h4 чорна тура · h3 чорний пішак · b2 білий король | f8 чорний слон · g8 чорна тура · e7 білий кінь · e6 чорний пішак · c5 білий кінь · d5 чорний пішак · g5 чорний король · h5 чорний пішак · c4 чорний ферзь · g4 білий слон · h4 чорна тура · h3 чорний пішак · b2 білий король | f8 чорний слон · g8 чорна тура · e7 білий кінь · e6 чорний пішак · c5 білий кінь · d5 чорний пішак · g5 чорний король · h5 чорний пішак · c4 чорний ферзь · g4 білий слон · h4 чорна тура · h3 чорний пішак · b2 білий король | f8 чорний слон · g8 чорна тура · e7 білий кінь · e6 чорний пішак · c5 білий кінь · d5 чорний пішак · g5 чорний король · h5 чорний пішак · c4 чорний ферзь · g4 білий слон · h4 чорна тура · h3 чорний пішак · b2 білий король | f8 чорний слон · g8 чорна тура · e7 білий кінь · e6 чорний пішак · c5 білий кінь · d5 чорний пішак · g5 чорний король · h5 чорний пішак · c4 чорний ферзь · g4 білий слон · h4 чорна тура · h3 чорний пішак · b2 білий король | f8 чорний слон · g8 чорна тура · e7 білий кінь · e6 чорний пішак · c5 білий кінь · d5 чорний пішак · g5 чорний король · h5 чорний пішак · c4 чорний ферзь · g4 білий слон · h4 чорна тура · h3 чорний пішак · b2 білий король | f8 чорний слон · g8 чорна тура · e7 білий кінь · e6 чорний пішак · c5 білий кінь · d5 чорний пішак · g5 чорний король · h5 чорний пішак · c4 чорний ферзь · g4 білий слон · h4 чорна тура · h3 чорний пішак · b2 білий король | 8 |
| 7 | f8 чорний слон · g8 чорна тура · e7 білий кінь · e6 чорний пішак · c5 білий кінь · d5 чорний пішак · g5 чорний король · h5 чорний пішак · c4 чорний ферзь · g4 білий слон · h4 чорна тура · h3 чорний пішак · b2 білий король | f8 чорний слон · g8 чорна тура · e7 білий кінь · e6 чорний пішак · c5 білий кінь · d5 чорний пішак · g5 чорний король · h5 чорний пішак · c4 чорний ферзь · g4 білий слон · h4 чорна тура · h3 чорний пішак · b2 білий король | f8 чорний слон · g8 чорна тура · e7 білий кінь · e6 чорний пішак · c5 білий кінь · d5 чорний пішак · g5 чорний король · h5 чорний пішак · c4 чорний ферзь · g4 білий слон · h4 чорна тура · h3 чорний пішак · b2 білий король | f8 чорний слон · g8 чорна тура · e7 білий кінь · e6 чорний пішак · c5 білий кінь · d5 чорний пішак · g5 чорний король · h5 чорний пішак · c4 чорний ферзь · g4 білий слон · h4 чорна тура · h3 чорний пішак · b2 білий король | f8 чорний слон · g8 чорна тура · e7 білий кінь · e6 чорний пішак · c5 білий кінь · d5 чорний пішак · g5 чорний король · h5 чорний пішак · c4 чорний ферзь · g4 білий слон · h4 чорна тура · h3 чорний пішак · b2 білий король | f8 чорний слон · g8 чорна тура · e7 білий кінь · e6 чорний пішак · c5 білий кінь · d5 чорний пішак · g5 чорний король · h5 чорний пішак · c4 чорний ферзь · g4 білий слон · h4 чорна тура · h3 чорний пішак · b2 білий король | f8 чорний слон · g8 чорна тура · e7 білий кінь · e6 чорний пішак · c5 білий кінь · d5 чорний пішак · g5 чорний король · h5 чорний пішак · c4 чорний ферзь · g4 білий слон · h4 чорна тура · h3 чорний пішак · b2 білий король | f8 чорний слон · g8 чорна тура · e7 білий кінь · e6 чорний пішак · c5 білий кінь · d5 чорний пішак · g5 чорний король · h5 чорний пішак · c4 чорний ферзь · g4 білий слон · h4 чорна тура · h3 чорний пішак · b2 білий король | 7 |
| 6 | f8 чорний слон · g8 чорна тура · e7 білий кінь · e6 чорний пішак · c5 білий кінь · d5 чорний пішак · g5 чорний король · h5 чорний пішак · c4 чорний ферзь · g4 білий слон · h4 чорна тура · h3 чорний пішак · b2 білий король | f8 чорний слон · g8 чорна тура · e7 білий кінь · e6 чорний пішак · c5 білий кінь · d5 чорний пішак · g5 чорний король · h5 чорний пішак · c4 чорний ферзь · g4 білий слон · h4 чорна тура · h3 чорний пішак · b2 білий король | f8 чорний слон · g8 чорна тура · e7 білий кінь · e6 чорний пішак · c5 білий кінь · d5 чорний пішак · g5 чорний король · h5 чорний пішак · c4 чорний ферзь · g4 білий слон · h4 чорна тура · h3 чорний пішак · b2 білий король | f8 чорний слон · g8 чорна тура · e7 білий кінь · e6 чорний пішак · c5 білий кінь · d5 чорний пішак · g5 чорний король · h5 чорний пішак · c4 чорний ферзь · g4 білий слон · h4 чорна тура · h3 чорний пішак · b2 білий король | f8 чорний слон · g8 чорна тура · e7 білий кінь · e6 чорний пішак · c5 білий кінь · d5 чорний пішак · g5 чорний король · h5 чорний пішак · c4 чорний ферзь · g4 білий слон · h4 чорна тура · h3 чорний пішак · b2 білий король | f8 чорний слон · g8 чорна тура · e7 білий кінь · e6 чорний пішак · c5 білий кінь · d5 чорний пішак · g5 чорний король · h5 чорний пішак · c4 чорний ферзь · g4 білий слон · h4 чорна тура · h3 чорний пішак · b2 білий король | f8 чорний слон · g8 чорна тура · e7 білий кінь · e6 чорний пішак · c5 білий кінь · d5 чорний пішак · g5 чорний король · h5 чорний пішак · c4 чорний ферзь · g4 білий слон · h4 чорна тура · h3 чорний пішак · b2 білий король | f8 чорний слон · g8 чорна тура · e7 білий кінь · e6 чорний пішак · c5 білий кінь · d5 чорний пішак · g5 чорний король · h5 чорний пішак · c4 чорний ферзь · g4 білий слон · h4 чорна тура · h3 чорний пішак · b2 білий король | 6 |
| 5 | f8 чорний слон · g8 чорна тура · e7 білий кінь · e6 чорний пішак · c5 білий кінь · d5 чорний пішак · g5 чорний король · h5 чорний пішак · c4 чорний ферзь · g4 білий слон · h4 чорна тура · h3 чорний пішак · b2 білий король | f8 чорний слон · g8 чорна тура · e7 білий кінь · e6 чорний пішак · c5 білий кінь · d5 чорний пішак · g5 чорний король · h5 чорний пішак · c4 чорний ферзь · g4 білий слон · h4 чорна тура · h3 чорний пішак · b2 білий король | f8 чорний слон · g8 чорна тура · e7 білий кінь · e6 чорний пішак · c5 білий кінь · d5 чорний пішак · g5 чорний король · h5 чорний пішак · c4 чорний ферзь · g4 білий слон · h4 чорна тура · h3 чорний пішак · b2 білий король | f8 чорний слон · g8 чорна тура · e7 білий кінь · e6 чорний пішак · c5 білий кінь · d5 чорний пішак · g5 чорний король · h5 чорний пішак · c4 чорний ферзь · g4 білий слон · h4 чорна тура · h3 чорний пішак · b2 білий король | f8 чорний слон · g8 чорна тура · e7 білий кінь · e6 чорний пішак · c5 білий кінь · d5 чорний пішак · g5 чорний король · h5 чорний пішак · c4 чорний ферзь · g4 білий слон · h4 чорна тура · h3 чорний пішак · b2 білий король | f8 чорний слон · g8 чорна тура · e7 білий кінь · e6 чорний пішак · c5 білий кінь · d5 чорний пішак · g5 чорний король · h5 чорний пішак · c4 чорний ферзь · g4 білий слон · h4 чорна тура · h3 чорний пішак · b2 білий король | f8 чорний слон · g8 чорна тура · e7 білий кінь · e6 чорний пішак · c5 білий кінь · d5 чорний пішак · g5 чорний король · h5 чорний пішак · c4 чорний ферзь · g4 білий слон · h4 чорна тура · h3 чорний пішак · b2 білий король | f8 чорний слон · g8 чорна тура · e7 білий кінь · e6 чорний пішак · c5 білий кінь · d5 чорний пішак · g5 чорний король · h5 чорний пішак · c4 чорний ферзь · g4 білий слон · h4 чорна тура · h3 чорний пішак · b2 білий король | 5 |
| 4 | f8 чорний слон · g8 чорна тура · e7 білий кінь · e6 чорний пішак · c5 білий кінь · d5 чорний пішак · g5 чорний король · h5 чорний пішак · c4 чорний ферзь · g4 білий слон · h4 чорна тура · h3 чорний пішак · b2 білий король | f8 чорний слон · g8 чорна тура · e7 білий кінь · e6 чорний пішак · c5 білий кінь · d5 чорний пішак · g5 чорний король · h5 чорний пішак · c4 чорний ферзь · g4 білий слон · h4 чорна тура · h3 чорний пішак · b2 білий король | f8 чорний слон · g8 чорна тура · e7 білий кінь · e6 чорний пішак · c5 білий кінь · d5 чорний пішак · g5 чорний король · h5 чорний пішак · c4 чорний ферзь · g4 білий слон · h4 чорна тура · h3 чорний пішак · b2 білий король | f8 чорний слон · g8 чорна тура · e7 білий кінь · e6 чорний пішак · c5 білий кінь · d5 чорний пішак · g5 чорний король · h5 чорний пішак · c4 чорний ферзь · g4 білий слон · h4 чорна тура · h3 чорний пішак · b2 білий король | f8 чорний слон · g8 чорна тура · e7 білий кінь · e6 чорний пішак · c5 білий кінь · d5 чорний пішак · g5 чорний король · h5 чорний пішак · c4 чорний ферзь · g4 білий слон · h4 чорна тура · h3 чорний пішак · b2 білий король | f8 чорний слон · g8 чорна тура · e7 білий кінь · e6 чорний пішак · c5 білий кінь · d5 чорний пішак · g5 чорний король · h5 чорний пішак · c4 чорний ферзь · g4 білий слон · h4 чорна тура · h3 чорний пішак · b2 білий король | f8 чорний слон · g8 чорна тура · e7 білий кінь · e6 чорний пішак · c5 білий кінь · d5 чорний пішак · g5 чорний король · h5 чорний пішак · c4 чорний ферзь · g4 білий слон · h4 чорна тура · h3 чорний пішак · b2 білий король | f8 чорний слон · g8 чорна тура · e7 білий кінь · e6 чорний пішак · c5 білий кінь · d5 чорний пішак · g5 чорний король · h5 чорний пішак · c4 чорний ферзь · g4 білий слон · h4 чорна тура · h3 чорний пішак · b2 білий король | 4 |
| 3 | f8 чорний слон · g8 чорна тура · e7 білий кінь · e6 чорний пішак · c5 білий кінь · d5 чорний пішак · g5 чорний король · h5 чорний пішак · c4 чорний ферзь · g4 білий слон · h4 чорна тура · h3 чорний пішак · b2 білий король | f8 чорний слон · g8 чорна тура · e7 білий кінь · e6 чорний пішак · c5 білий кінь · d5 чорний пішак · g5 чорний король · h5 чорний пішак · c4 чорний ферзь · g4 білий слон · h4 чорна тура · h3 чорний пішак · b2 білий король | f8 чорний слон · g8 чорна тура · e7 білий кінь · e6 чорний пішак · c5 білий кінь · d5 чорний пішак · g5 чорний король · h5 чорний пішак · c4 чорний ферзь · g4 білий слон · h4 чорна тура · h3 чорний пішак · b2 білий король | f8 чорний слон · g8 чорна тура · e7 білий кінь · e6 чорний пішак · c5 білий кінь · d5 чорний пішак · g5 чорний король · h5 чорний пішак · c4 чорний ферзь · g4 білий слон · h4 чорна тура · h3 чорний пішак · b2 білий король | f8 чорний слон · g8 чорна тура · e7 білий кінь · e6 чорний пішак · c5 білий кінь · d5 чорний пішак · g5 чорний король · h5 чорний пішак · c4 чорний ферзь · g4 білий слон · h4 чорна тура · h3 чорний пішак · b2 білий король | f8 чорний слон · g8 чорна тура · e7 білий кінь · e6 чорний пішак · c5 білий кінь · d5 чорний пішак · g5 чорний король · h5 чорний пішак · c4 чорний ферзь · g4 білий слон · h4 чорна тура · h3 чорний пішак · b2 білий король | f8 чорний слон · g8 чорна тура · e7 білий кінь · e6 чорний пішак · c5 білий кінь · d5 чорний пішак · g5 чорний король · h5 чорний пішак · c4 чорний ферзь · g4 білий слон · h4 чорна тура · h3 чорний пішак · b2 білий король | f8 чорний слон · g8 чорна тура · e7 білий кінь · e6 чорний пішак · c5 білий кінь · d5 чорний пішак · g5 чорний король · h5 чорний пішак · c4 чорний ферзь · g4 білий слон · h4 чорна тура · h3 чорний пішак · b2 білий король | 3 |
| 2 | f8 чорний слон · g8 чорна тура · e7 білий кінь · e6 чорний пішак · c5 білий кінь · d5 чорний пішак · g5 чорний король · h5 чорний пішак · c4 чорний ферзь · g4 білий слон · h4 чорна тура · h3 чорний пішак · b2 білий король | f8 чорний слон · g8 чорна тура · e7 білий кінь · e6 чорний пішак · c5 білий кінь · d5 чорний пішак · g5 чорний король · h5 чорний пішак · c4 чорний ферзь · g4 білий слон · h4 чорна тура · h3 чорний пішак · b2 білий король | f8 чорний слон · g8 чорна тура · e7 білий кінь · e6 чорний пішак · c5 білий кінь · d5 чорний пішак · g5 чорний король · h5 чорний пішак · c4 чорний ферзь · g4 білий слон · h4 чорна тура · h3 чорний пішак · b2 білий король | f8 чорний слон · g8 чорна тура · e7 білий кінь · e6 чорний пішак · c5 білий кінь · d5 чорний пішак · g5 чорний король · h5 чорний пішак · c4 чорний ферзь · g4 білий слон · h4 чорна тура · h3 чорний пішак · b2 білий король | f8 чорний слон · g8 чорна тура · e7 білий кінь · e6 чорний пішак · c5 білий кінь · d5 чорний пішак · g5 чорний король · h5 чорний пішак · c4 чорний ферзь · g4 білий слон · h4 чорна тура · h3 чорний пішак · b2 білий король | f8 чорний слон · g8 чорна тура · e7 білий кінь · e6 чорний пішак · c5 білий кінь · d5 чорний пішак · g5 чорний король · h5 чорний пішак · c4 чорний ферзь · g4 білий слон · h4 чорна тура · h3 чорний пішак · b2 білий король | f8 чорний слон · g8 чорна тура · e7 білий кінь · e6 чорний пішак · c5 білий кінь · d5 чорний пішак · g5 чорний король · h5 чорний пішак · c4 чорний ферзь · g4 білий слон · h4 чорна тура · h3 чорний пішак · b2 білий король | f8 чорний слон · g8 чорна тура · e7 білий кінь · e6 чорний пішак · c5 білий кінь · d5 чорний пішак · g5 чорний король · h5 чорний пішак · c4 чорний ферзь · g4 білий слон · h4 чорна тура · h3 чорний пішак · b2 білий король | 2 |
| 1 | f8 чорний слон · g8 чорна тура · e7 білий кінь · e6 чорний пішак · c5 білий кінь · d5 чорний пішак · g5 чорний король · h5 чорний пішак · c4 чорний ферзь · g4 білий слон · h4 чорна тура · h3 чорний пішак · b2 білий король | f8 чорний слон · g8 чорна тура · e7 білий кінь · e6 чорний пішак · c5 білий кінь · d5 чорний пішак · g5 чорний король · h5 чорний пішак · c4 чорний ферзь · g4 білий слон · h4 чорна тура · h3 чорний пішак · b2 білий король | f8 чорний слон · g8 чорна тура · e7 білий кінь · e6 чорний пішак · c5 білий кінь · d5 чорний пішак · g5 чорний король · h5 чорний пішак · c4 чорний ферзь · g4 білий слон · h4 чорна тура · h3 чорний пішак · b2 білий король | f8 чорний слон · g8 чорна тура · e7 білий кінь · e6 чорний пішак · c5 білий кінь · d5 чорний пішак · g5 чорний король · h5 чорний пішак · c4 чорний ферзь · g4 білий слон · h4 чорна тура · h3 чорний пішак · b2 білий король | f8 чорний слон · g8 чорна тура · e7 білий кінь · e6 чорний пішак · c5 білий кінь · d5 чорний пішак · g5 чорний король · h5 чорний пішак · c4 чорний ферзь · g4 білий слон · h4 чорна тура · h3 чорний пішак · b2 білий король | f8 чорний слон · g8 чорна тура · e7 білий кінь · e6 чорний пішак · c5 білий кінь · d5 чорний пішак · g5 чорний король · h5 чорний пішак · c4 чорний ферзь · g4 білий слон · h4 чорна тура · h3 чорний пішак · b2 білий король | f8 чорний слон · g8 чорна тура · e7 білий кінь · e6 чорний пішак · c5 білий кінь · d5 чорний пішак · g5 чорний король · h5 чорний пішак · c4 чорний ферзь · g4 білий слон · h4 чорна тура · h3 чорний пішак · b2 білий король | f8 чорний слон · g8 чорна тура · e7 білий кінь · e6 чорний пішак · c5 білий кінь · d5 чорний пішак · g5 чорний король · h5 чорний пішак · c4 чорний ферзь · g4 білий слон · h4 чорна тура · h3 чорний пішак · b2 білий король | 1 |
|   | a | b | c | d | e | f | g | h |   |

 
FEN: 5br1/4N3/4p3/2Np2kp/2q3Br/7p/1K6/8
b) g5 → f7, c) g5 → b4

a) 1.Rxg4 Sxe6+ 2.Kh4 Sf5# (MM)

b) 1.Bxe7 Bxh5+ 2.Kf8 Sxe6# (MM)

c) 1.Qxc5 Sc6+ 2.Kc4 Be2# (MM)
В цій задачі виражено циклічну форму теми Зілахі, а також циклічну зміну функцій білих фігур: пасивна жертва — фігура, яка оголошує шах — фігура, яка оголошує мат.

### Циклічна подвоєна форма
Іноді автору вдається подвоїти зміст циклічної форми, У такій задачі є подвоєння циклічної форми теми. Два цикли можуть бути інтегровані один в другий у трьох фазах, або один цикл виражено в трьох фазах і другий — в інших трьох фазах. Це по суті шестифазна задача. Такий твір дуже високо ціниться.

### Триходова форма теми
Така форма може мати місце лише тоді, коли на другому ході посилюється ефект першого ходу, тобто повторюється іншим ходом той же стратегічний момент, хід чи інша складова теми.
|   | a | b | c | d | e | f | g | h |   |
| 8 | b7 чорний пішак · c7 чорна тура · f7 чорний кінь · c6 чорний пішак · b5 чорний пішак · c5 білий король · e5 чорний пішак · f5 чорна тура · b4 білий кінь · d4 білий кінь · f4 чорний король · h4 білий пішак · a3 чорний слон · d3 білий пішак · f2 чорний ферзь · a1 білий слон | b7 чорний пішак · c7 чорна тура · f7 чорний кінь · c6 чорний пішак · b5 чорний пішак · c5 білий король · e5 чорний пішак · f5 чорна тура · b4 білий кінь · d4 білий кінь · f4 чорний король · h4 білий пішак · a3 чорний слон · d3 білий пішак · f2 чорний ферзь · a1 білий слон | b7 чорний пішак · c7 чорна тура · f7 чорний кінь · c6 чорний пішак · b5 чорний пішак · c5 білий король · e5 чорний пішак · f5 чорна тура · b4 білий кінь · d4 білий кінь · f4 чорний король · h4 білий пішак · a3 чорний слон · d3 білий пішак · f2 чорний ферзь · a1 білий слон | b7 чорний пішак · c7 чорна тура · f7 чорний кінь · c6 чорний пішак · b5 чорний пішак · c5 білий король · e5 чорний пішак · f5 чорна тура · b4 білий кінь · d4 білий кінь · f4 чорний король · h4 білий пішак · a3 чорний слон · d3 білий пішак · f2 чорний ферзь · a1 білий слон | b7 чорний пішак · c7 чорна тура · f7 чорний кінь · c6 чорний пішак · b5 чорний пішак · c5 білий король · e5 чорний пішак · f5 чорна тура · b4 білий кінь · d4 білий кінь · f4 чорний король · h4 білий пішак · a3 чорний слон · d3 білий пішак · f2 чорний ферзь · a1 білий слон | b7 чорний пішак · c7 чорна тура · f7 чорний кінь · c6 чорний пішак · b5 чорний пішак · c5 білий король · e5 чорний пішак · f5 чорна тура · b4 білий кінь · d4 білий кінь · f4 чорний король · h4 білий пішак · a3 чорний слон · d3 білий пішак · f2 чорний ферзь · a1 білий слон | b7 чорний пішак · c7 чорна тура · f7 чорний кінь · c6 чорний пішак · b5 чорний пішак · c5 білий король · e5 чорний пішак · f5 чорна тура · b4 білий кінь · d4 білий кінь · f4 чорний король · h4 білий пішак · a3 чорний слон · d3 білий пішак · f2 чорний ферзь · a1 білий слон | b7 чорний пішак · c7 чорна тура · f7 чорний кінь · c6 чорний пішак · b5 чорний пішак · c5 білий король · e5 чорний пішак · f5 чорна тура · b4 білий кінь · d4 білий кінь · f4 чорний король · h4 білий пішак · a3 чорний слон · d3 білий пішак · f2 чорний ферзь · a1 білий слон | 8 |
| 7 | b7 чорний пішак · c7 чорна тура · f7 чорний кінь · c6 чорний пішак · b5 чорний пішак · c5 білий король · e5 чорний пішак · f5 чорна тура · b4 білий кінь · d4 білий кінь · f4 чорний король · h4 білий пішак · a3 чорний слон · d3 білий пішак · f2 чорний ферзь · a1 білий слон | b7 чорний пішак · c7 чорна тура · f7 чорний кінь · c6 чорний пішак · b5 чорний пішак · c5 білий король · e5 чорний пішак · f5 чорна тура · b4 білий кінь · d4 білий кінь · f4 чорний король · h4 білий пішак · a3 чорний слон · d3 білий пішак · f2 чорний ферзь · a1 білий слон | b7 чорний пішак · c7 чорна тура · f7 чорний кінь · c6 чорний пішак · b5 чорний пішак · c5 білий король · e5 чорний пішак · f5 чорна тура · b4 білий кінь · d4 білий кінь · f4 чорний король · h4 білий пішак · a3 чорний слон · d3 білий пішак · f2 чорний ферзь · a1 білий слон | b7 чорний пішак · c7 чорна тура · f7 чорний кінь · c6 чорний пішак · b5 чорний пішак · c5 білий король · e5 чорний пішак · f5 чорна тура · b4 білий кінь · d4 білий кінь · f4 чорний король · h4 білий пішак · a3 чорний слон · d3 білий пішак · f2 чорний ферзь · a1 білий слон | b7 чорний пішак · c7 чорна тура · f7 чорний кінь · c6 чорний пішак · b5 чорний пішак · c5 білий король · e5 чорний пішак · f5 чорна тура · b4 білий кінь · d4 білий кінь · f4 чорний король · h4 білий пішак · a3 чорний слон · d3 білий пішак · f2 чорний ферзь · a1 білий слон | b7 чорний пішак · c7 чорна тура · f7 чорний кінь · c6 чорний пішак · b5 чорний пішак · c5 білий король · e5 чорний пішак · f5 чорна тура · b4 білий кінь · d4 білий кінь · f4 чорний король · h4 білий пішак · a3 чорний слон · d3 білий пішак · f2 чорний ферзь · a1 білий слон | b7 чорний пішак · c7 чорна тура · f7 чорний кінь · c6 чорний пішак · b5 чорний пішак · c5 білий король · e5 чорний пішак · f5 чорна тура · b4 білий кінь · d4 білий кінь · f4 чорний король · h4 білий пішак · a3 чорний слон · d3 білий пішак · f2 чорний ферзь · a1 білий слон | b7 чорний пішак · c7 чорна тура · f7 чорний кінь · c6 чорний пішак · b5 чорний пішак · c5 білий король · e5 чорний пішак · f5 чорна тура · b4 білий кінь · d4 білий кінь · f4 чорний король · h4 білий пішак · a3 чорний слон · d3 білий пішак · f2 чорний ферзь · a1 білий слон | 7 |
| 6 | b7 чорний пішак · c7 чорна тура · f7 чорний кінь · c6 чорний пішак · b5 чорний пішак · c5 білий король · e5 чорний пішак · f5 чорна тура · b4 білий кінь · d4 білий кінь · f4 чорний король · h4 білий пішак · a3 чорний слон · d3 білий пішак · f2 чорний ферзь · a1 білий слон | b7 чорний пішак · c7 чорна тура · f7 чорний кінь · c6 чорний пішак · b5 чорний пішак · c5 білий король · e5 чорний пішак · f5 чорна тура · b4 білий кінь · d4 білий кінь · f4 чорний король · h4 білий пішак · a3 чорний слон · d3 білий пішак · f2 чорний ферзь · a1 білий слон | b7 чорний пішак · c7 чорна тура · f7 чорний кінь · c6 чорний пішак · b5 чорний пішак · c5 білий король · e5 чорний пішак · f5 чорна тура · b4 білий кінь · d4 білий кінь · f4 чорний король · h4 білий пішак · a3 чорний слон · d3 білий пішак · f2 чорний ферзь · a1 білий слон | b7 чорний пішак · c7 чорна тура · f7 чорний кінь · c6 чорний пішак · b5 чорний пішак · c5 білий король · e5 чорний пішак · f5 чорна тура · b4 білий кінь · d4 білий кінь · f4 чорний король · h4 білий пішак · a3 чорний слон · d3 білий пішак · f2 чорний ферзь · a1 білий слон | b7 чорний пішак · c7 чорна тура · f7 чорний кінь · c6 чорний пішак · b5 чорний пішак · c5 білий король · e5 чорний пішак · f5 чорна тура · b4 білий кінь · d4 білий кінь · f4 чорний король · h4 білий пішак · a3 чорний слон · d3 білий пішак · f2 чорний ферзь · a1 білий слон | b7 чорний пішак · c7 чорна тура · f7 чорний кінь · c6 чорний пішак · b5 чорний пішак · c5 білий король · e5 чорний пішак · f5 чорна тура · b4 білий кінь · d4 білий кінь · f4 чорний король · h4 білий пішак · a3 чорний слон · d3 білий пішак · f2 чорний ферзь · a1 білий слон | b7 чорний пішак · c7 чорна тура · f7 чорний кінь · c6 чорний пішак · b5 чорний пішак · c5 білий король · e5 чорний пішак · f5 чорна тура · b4 білий кінь · d4 білий кінь · f4 чорний король · h4 білий пішак · a3 чорний слон · d3 білий пішак · f2 чорний ферзь · a1 білий слон | b7 чорний пішак · c7 чорна тура · f7 чорний кінь · c6 чорний пішак · b5 чорний пішак · c5 білий король · e5 чорний пішак · f5 чорна тура · b4 білий кінь · d4 білий кінь · f4 чорний король · h4 білий пішак · a3 чорний слон · d3 білий пішак · f2 чорний ферзь · a1 білий слон | 6 |
| 5 | b7 чорний пішак · c7 чорна тура · f7 чорний кінь · c6 чорний пішак · b5 чорний пішак · c5 білий король · e5 чорний пішак · f5 чорна тура · b4 білий кінь · d4 білий кінь · f4 чорний король · h4 білий пішак · a3 чорний слон · d3 білий пішак · f2 чорний ферзь · a1 білий слон | b7 чорний пішак · c7 чорна тура · f7 чорний кінь · c6 чорний пішак · b5 чорний пішак · c5 білий король · e5 чорний пішак · f5 чорна тура · b4 білий кінь · d4 білий кінь · f4 чорний король · h4 білий пішак · a3 чорний слон · d3 білий пішак · f2 чорний ферзь · a1 білий слон | b7 чорний пішак · c7 чорна тура · f7 чорний кінь · c6 чорний пішак · b5 чорний пішак · c5 білий король · e5 чорний пішак · f5 чорна тура · b4 білий кінь · d4 білий кінь · f4 чорний король · h4 білий пішак · a3 чорний слон · d3 білий пішак · f2 чорний ферзь · a1 білий слон | b7 чорний пішак · c7 чорна тура · f7 чорний кінь · c6 чорний пішак · b5 чорний пішак · c5 білий король · e5 чорний пішак · f5 чорна тура · b4 білий кінь · d4 білий кінь · f4 чорний король · h4 білий пішак · a3 чорний слон · d3 білий пішак · f2 чорний ферзь · a1 білий слон | b7 чорний пішак · c7 чорна тура · f7 чорний кінь · c6 чорний пішак · b5 чорний пішак · c5 білий король · e5 чорний пішак · f5 чорна тура · b4 білий кінь · d4 білий кінь · f4 чорний король · h4 білий пішак · a3 чорний слон · d3 білий пішак · f2 чорний ферзь · a1 білий слон | b7 чорний пішак · c7 чорна тура · f7 чорний кінь · c6 чорний пішак · b5 чорний пішак · c5 білий король · e5 чорний пішак · f5 чорна тура · b4 білий кінь · d4 білий кінь · f4 чорний король · h4 білий пішак · a3 чорний слон · d3 білий пішак · f2 чорний ферзь · a1 білий слон | b7 чорний пішак · c7 чорна тура · f7 чорний кінь · c6 чорний пішак · b5 чорний пішак · c5 білий король · e5 чорний пішак · f5 чорна тура · b4 білий кінь · d4 білий кінь · f4 чорний король · h4 білий пішак · a3 чорний слон · d3 білий пішак · f2 чорний ферзь · a1 білий слон | b7 чорний пішак · c7 чорна тура · f7 чорний кінь · c6 чорний пішак · b5 чорний пішак · c5 білий король · e5 чорний пішак · f5 чорна тура · b4 білий кінь · d4 білий кінь · f4 чорний король · h4 білий пішак · a3 чорний слон · d3 білий пішак · f2 чорний ферзь · a1 білий слон | 5 |
| 4 | b7 чорний пішак · c7 чорна тура · f7 чорний кінь · c6 чорний пішак · b5 чорний пішак · c5 білий король · e5 чорний пішак · f5 чорна тура · b4 білий кінь · d4 білий кінь · f4 чорний король · h4 білий пішак · a3 чорний слон · d3 білий пішак · f2 чорний ферзь · a1 білий слон | b7 чорний пішак · c7 чорна тура · f7 чорний кінь · c6 чорний пішак · b5 чорний пішак · c5 білий король · e5 чорний пішак · f5 чорна тура · b4 білий кінь · d4 білий кінь · f4 чорний король · h4 білий пішак · a3 чорний слон · d3 білий пішак · f2 чорний ферзь · a1 білий слон | b7 чорний пішак · c7 чорна тура · f7 чорний кінь · c6 чорний пішак · b5 чорний пішак · c5 білий король · e5 чорний пішак · f5 чорна тура · b4 білий кінь · d4 білий кінь · f4 чорний король · h4 білий пішак · a3 чорний слон · d3 білий пішак · f2 чорний ферзь · a1 білий слон | b7 чорний пішак · c7 чорна тура · f7 чорний кінь · c6 чорний пішак · b5 чорний пішак · c5 білий король · e5 чорний пішак · f5 чорна тура · b4 білий кінь · d4 білий кінь · f4 чорний король · h4 білий пішак · a3 чорний слон · d3 білий пішак · f2 чорний ферзь · a1 білий слон | b7 чорний пішак · c7 чорна тура · f7 чорний кінь · c6 чорний пішак · b5 чорний пішак · c5 білий король · e5 чорний пішак · f5 чорна тура · b4 білий кінь · d4 білий кінь · f4 чорний король · h4 білий пішак · a3 чорний слон · d3 білий пішак · f2 чорний ферзь · a1 білий слон | b7 чорний пішак · c7 чорна тура · f7 чорний кінь · c6 чорний пішак · b5 чорний пішак · c5 білий король · e5 чорний пішак · f5 чорна тура · b4 білий кінь · d4 білий кінь · f4 чорний король · h4 білий пішак · a3 чорний слон · d3 білий пішак · f2 чорний ферзь · a1 білий слон | b7 чорний пішак · c7 чорна тура · f7 чорний кінь · c6 чорний пішак · b5 чорний пішак · c5 білий король · e5 чорний пішак · f5 чорна тура · b4 білий кінь · d4 білий кінь · f4 чорний король · h4 білий пішак · a3 чорний слон · d3 білий пішак · f2 чорний ферзь · a1 білий слон | b7 чорний пішак · c7 чорна тура · f7 чорний кінь · c6 чорний пішак · b5 чорний пішак · c5 білий король · e5 чорний пішак · f5 чорна тура · b4 білий кінь · d4 білий кінь · f4 чорний король · h4 білий пішак · a3 чорний слон · d3 білий пішак · f2 чорний ферзь · a1 білий слон | 4 |
| 3 | b7 чорний пішак · c7 чорна тура · f7 чорний кінь · c6 чорний пішак · b5 чорний пішак · c5 білий король · e5 чорний пішак · f5 чорна тура · b4 білий кінь · d4 білий кінь · f4 чорний король · h4 білий пішак · a3 чорний слон · d3 білий пішак · f2 чорний ферзь · a1 білий слон | b7 чорний пішак · c7 чорна тура · f7 чорний кінь · c6 чорний пішак · b5 чорний пішак · c5 білий король · e5 чорний пішак · f5 чорна тура · b4 білий кінь · d4 білий кінь · f4 чорний король · h4 білий пішак · a3 чорний слон · d3 білий пішак · f2 чорний ферзь · a1 білий слон | b7 чорний пішак · c7 чорна тура · f7 чорний кінь · c6 чорний пішак · b5 чорний пішак · c5 білий король · e5 чорний пішак · f5 чорна тура · b4 білий кінь · d4 білий кінь · f4 чорний король · h4 білий пішак · a3 чорний слон · d3 білий пішак · f2 чорний ферзь · a1 білий слон | b7 чорний пішак · c7 чорна тура · f7 чорний кінь · c6 чорний пішак · b5 чорний пішак · c5 білий король · e5 чорний пішак · f5 чорна тура · b4 білий кінь · d4 білий кінь · f4 чорний король · h4 білий пішак · a3 чорний слон · d3 білий пішак · f2 чорний ферзь · a1 білий слон | b7 чорний пішак · c7 чорна тура · f7 чорний кінь · c6 чорний пішак · b5 чорний пішак · c5 білий король · e5 чорний пішак · f5 чорна тура · b4 білий кінь · d4 білий кінь · f4 чорний король · h4 білий пішак · a3 чорний слон · d3 білий пішак · f2 чорний ферзь · a1 білий слон | b7 чорний пішак · c7 чорна тура · f7 чорний кінь · c6 чорний пішак · b5 чорний пішак · c5 білий король · e5 чорний пішак · f5 чорна тура · b4 білий кінь · d4 білий кінь · f4 чорний король · h4 білий пішак · a3 чорний слон · d3 білий пішак · f2 чорний ферзь · a1 білий слон | b7 чорний пішак · c7 чорна тура · f7 чорний кінь · c6 чорний пішак · b5 чорний пішак · c5 білий король · e5 чорний пішак · f5 чорна тура · b4 білий кінь · d4 білий кінь · f4 чорний король · h4 білий пішак · a3 чорний слон · d3 білий пішак · f2 чорний ферзь · a1 білий слон | b7 чорний пішак · c7 чорна тура · f7 чорний кінь · c6 чорний пішак · b5 чорний пішак · c5 білий король · e5 чорний пішак · f5 чорна тура · b4 білий кінь · d4 білий кінь · f4 чорний король · h4 білий пішак · a3 чорний слон · d3 білий пішак · f2 чорний ферзь · a1 білий слон | 3 |
| 2 | b7 чорний пішак · c7 чорна тура · f7 чорний кінь · c6 чорний пішак · b5 чорний пішак · c5 білий король · e5 чорний пішак · f5 чорна тура · b4 білий кінь · d4 білий кінь · f4 чорний король · h4 білий пішак · a3 чорний слон · d3 білий пішак · f2 чорний ферзь · a1 білий слон | b7 чорний пішак · c7 чорна тура · f7 чорний кінь · c6 чорний пішак · b5 чорний пішак · c5 білий король · e5 чорний пішак · f5 чорна тура · b4 білий кінь · d4 білий кінь · f4 чорний король · h4 білий пішак · a3 чорний слон · d3 білий пішак · f2 чорний ферзь · a1 білий слон | b7 чорний пішак · c7 чорна тура · f7 чорний кінь · c6 чорний пішак · b5 чорний пішак · c5 білий король · e5 чорний пішак · f5 чорна тура · b4 білий кінь · d4 білий кінь · f4 чорний король · h4 білий пішак · a3 чорний слон · d3 білий пішак · f2 чорний ферзь · a1 білий слон | b7 чорний пішак · c7 чорна тура · f7 чорний кінь · c6 чорний пішак · b5 чорний пішак · c5 білий король · e5 чорний пішак · f5 чорна тура · b4 білий кінь · d4 білий кінь · f4 чорний король · h4 білий пішак · a3 чорний слон · d3 білий пішак · f2 чорний ферзь · a1 білий слон | b7 чорний пішак · c7 чорна тура · f7 чорний кінь · c6 чорний пішак · b5 чорний пішак · c5 білий король · e5 чорний пішак · f5 чорна тура · b4 білий кінь · d4 білий кінь · f4 чорний король · h4 білий пішак · a3 чорний слон · d3 білий пішак · f2 чорний ферзь · a1 білий слон | b7 чорний пішак · c7 чорна тура · f7 чорний кінь · c6 чорний пішак · b5 чорний пішак · c5 білий король · e5 чорний пішак · f5 чорна тура · b4 білий кінь · d4 білий кінь · f4 чорний король · h4 білий пішак · a3 чорний слон · d3 білий пішак · f2 чорний ферзь · a1 білий слон | b7 чорний пішак · c7 чорна тура · f7 чорний кінь · c6 чорний пішак · b5 чорний пішак · c5 білий король · e5 чорний пішак · f5 чорна тура · b4 білий кінь · d4 білий кінь · f4 чорний король · h4 білий пішак · a3 чорний слон · d3 білий пішак · f2 чорний ферзь · a1 білий слон | b7 чорний пішак · c7 чорна тура · f7 чорний кінь · c6 чорний пішак · b5 чорний пішак · c5 білий король · e5 чорний пішак · f5 чорна тура · b4 білий кінь · d4 білий кінь · f4 чорний король · h4 білий пішак · a3 чорний слон · d3 білий пішак · f2 чорний ферзь · a1 білий слон | 2 |
| 1 | b7 чорний пішак · c7 чорна тура · f7 чорний кінь · c6 чорний пішак · b5 чорний пішак · c5 білий король · e5 чорний пішак · f5 чорна тура · b4 білий кінь · d4 білий кінь · f4 чорний король · h4 білий пішак · a3 чорний слон · d3 білий пішак · f2 чорний ферзь · a1 білий слон | b7 чорний пішак · c7 чорна тура · f7 чорний кінь · c6 чорний пішак · b5 чорний пішак · c5 білий король · e5 чорний пішак · f5 чорна тура · b4 білий кінь · d4 білий кінь · f4 чорний король · h4 білий пішак · a3 чорний слон · d3 білий пішак · f2 чорний ферзь · a1 білий слон | b7 чорний пішак · c7 чорна тура · f7 чорний кінь · c6 чорний пішак · b5 чорний пішак · c5 білий король · e5 чорний пішак · f5 чорна тура · b4 білий кінь · d4 білий кінь · f4 чорний король · h4 білий пішак · a3 чорний слон · d3 білий пішак · f2 чорний ферзь · a1 білий слон | b7 чорний пішак · c7 чорна тура · f7 чорний кінь · c6 чорний пішак · b5 чорний пішак · c5 білий король · e5 чорний пішак · f5 чорна тура · b4 білий кінь · d4 білий кінь · f4 чорний король · h4 білий пішак · a3 чорний слон · d3 білий пішак · f2 чорний ферзь · a1 білий слон | b7 чорний пішак · c7 чорна тура · f7 чорний кінь · c6 чорний пішак · b5 чорний пішак · c5 білий король · e5 чорний пішак · f5 чорна тура · b4 білий кінь · d4 білий кінь · f4 чорний король · h4 білий пішак · a3 чорний слон · d3 білий пішак · f2 чорний ферзь · a1 білий слон | b7 чорний пішак · c7 чорна тура · f7 чорний кінь · c6 чорний пішак · b5 чорний пішак · c5 білий король · e5 чорний пішак · f5 чорна тура · b4 білий кінь · d4 білий кінь · f4 чорний король · h4 білий пішак · a3 чорний слон · d3 білий пішак · f2 чорний ферзь · a1 білий слон | b7 чорний пішак · c7 чорна тура · f7 чорний кінь · c6 чорний пішак · b5 чорний пішак · c5 білий король · e5 чорний пішак · f5 чорна тура · b4 білий кінь · d4 білий кінь · f4 чорний король · h4 білий пішак · a3 чорний слон · d3 білий пішак · f2 чорний ферзь · a1 білий слон | b7 чорний пішак · c7 чорна тура · f7 чорний кінь · c6 чорний пішак · b5 чорний пішак · c5 білий король · e5 чорний пішак · f5 чорна тура · b4 білий кінь · d4 білий кінь · f4 чорний король · h4 білий пішак · a3 чорний слон · d3 білий пішак · f2 чорний ферзь · a1 білий слон | 1 |
|   | a | b | c | d | e | f | g | h |   |

FEN: 8/1pr2n2/2p5/1pK1pr2/1N1N1k1P/b2P4/5q2/B7
b) h4 → d2

a) 1.Qg3 Sdxc6 2.Re7 Sxe5 3.Bc1 Sd5# (MM)

b) 1.Bc1 Sbxc6 2.Rd7 Sxe5 3.Qg3 Se6# (MM)
В цій задачі виражено триходову форму теми Мітюшина з чергуванням першого і третього ходу чорних. На другому ході повторюється стратегічний момент — розв'язування-зв'язування білої фігури, тим самим посилюється ефект першого ходу.

### Таскова форма
Коли в задачі досягається рекордна кількість фаз для даної теми або синтезу тем, це означає що задум виражено в тасковій формі. Такі задачі є рідкісні і високо оцінюються на конкурсах

## Відкриття нової теми
При відкритті тема дістає назву від прізвища відкривача ідеї — наприклад, тема Залокоцького, або двох авторів — тема Богданова-Залокоцького, або може бути пов'язана з географічною назвою місцевості, де проживає автор, чи автори ідеї — Харківська тема, Самбірська тема, назва теми може прямо вказувати на її суть — тема зірочки, тощо.
Трапляються випадки, коли запропонована автором ідея, виявляється, уже є втілена в задачі, опублікованій раніше іншим автором, але її формулювання поки що не було. Тому шахові композитори схиляються до думки, що тему треба називати іменем автора, який, незважаючи на раніше опубліковану задачу, лише тепер встановлює чітке формулювання ідеї (опис), вказує новими задачами на шляхи розробки, створює нові форми цієї ідеї, показує цікаві поєднання з іншими темами, тобто, робить всебічний підхід до розробки, вже нової теми — тим самим дає поштовх для розробки ідеї.
Для прикладу — тема Зілахі, запропонована, як тема, Золтаном Зілахі в 1956 році, а задачі на цю ідею вже були опубліковані раніше, зокрема ще в 1949 році.

## Синтезування тем
Задача, в якій виражена та чи інша тема, вигідно виділяється серед інших задач із простим рішенням, в яких є набір матових картин, без тематики. Є теми, які дуже легко виразити в задачі, а є дуже складні, що зумовлює малу кількість складених задач на таку тему.
А коли вдається виразити (поєднати) в задачі декілька тем — це називається синтез тем. Складання таких задач вимагає від шахового композитора високої техніки. Поєднання цікавих тем, а особливо, коли цей синтез створено вперше — дуже високо оцінюється на конкурсах.
Відомі випадки, коли поєднання тем утворює зовсім нову тему, яка дістає назву від імені шахового композитора, який вперше зробив цей синтез.